# Soso (langue)
Pour les articles homonymes, voir Soso.
Cet article concerne la langue soussou. Pour le peuple soussou et le royaume de Soussou, voir Soussous et Royaume de Sosso.
Le soso, aussi parfois appelé soussou ou susu, est une langue mandée parlée en Afrique de l'Ouest, notamment en Sierra Leone et en Guinée dans la région de la Guinée maritime. Première langue de Conakry, très importante à l'intérieur du pays.
En Guinée, le soso est l'une des trois langues nationales les plus parlées avec le pular et le malinké. Elle est la langue la plus comprise en Guinée. Utilisée dans les musiques, à la Radio, dans la presse, dans les lieux importants. 

## Classification
Le soso est une langue mandée du sous-groupe soso-jalonké (en). Elle est proche mais distincte du jalonké.

## Écriture
Le soso est écrit à l'aide de l'alphabet latin depuis le XIXe siècle. Une nouvelle orthographe a été adoptée lors du Séminaire sur la réforme du système de transcription des langues guinéennes (27 juillet-2 août 1988).
L'alphabet arabe (adjami) est aussi utilisé pour écrire le soso.

### Alphabet latin

#### Ordre alphabétique et valeur des graphèmes
Lettres de l'alphabet, :
| Nouvel alphabet (après 1988) | Nouvel alphabet (après 1988) | Nouvel alphabet (après 1988) | Nouvel alphabet (après 1988) | Nouvel alphabet (après 1988) | Nouvel alphabet (après 1988) | Nouvel alphabet (après 1988) | Nouvel alphabet (après 1988) | Nouvel alphabet (après 1988) | Nouvel alphabet (après 1988) | Nouvel alphabet (après 1988) | Nouvel alphabet (après 1988) | Nouvel alphabet (après 1988) | Nouvel alphabet (après 1988) | Nouvel alphabet (après 1988) | Nouvel alphabet (après 1988) | Nouvel alphabet (après 1988) | Nouvel alphabet (après 1988) | Nouvel alphabet (après 1988) | Nouvel alphabet (après 1988) | Nouvel alphabet (après 1988) | Nouvel alphabet (après 1988) | Nouvel alphabet (après 1988) | Nouvel alphabet (après 1988) | Nouvel alphabet (après 1988) | Nouvel alphabet (après 1988) | Nouvel alphabet (après 1988) |
| ---------------------------- | ---------------------------- | ---------------------------- | ---------------------------- | ---------------------------- | ---------------------------- | ---------------------------- | ---------------------------- | ---------------------------- | ---------------------------- | ---------------------------- | ---------------------------- | ---------------------------- | ---------------------------- | ---------------------------- | ---------------------------- | ---------------------------- | ---------------------------- | ---------------------------- | ---------------------------- | ---------------------------- | ---------------------------- | ---------------------------- | ---------------------------- | ---------------------------- | ---------------------------- | ---------------------------- |
| a                            | b                            | d                            | nd                           | e                            | ɛ                            | f                            | g                            | gb                           | h                            | i                            | k                            | x                            | l                            | m                            | n                            | ɲ                            | o                            | ɔ                            | p                            | r                            | s                            | t                            | u                            | v                            | w                            | y                            |
| Ancien alphabet (avant 1988) |                              |                              |                              |                              |                              |                              |                              |                              |                              |                              |                              |                              |                              |                              |                              |                              |                              |                              |                              |                              |                              |                              |                              |                              |                              |                              |
| a                            | b                            | d                            | nd                           | e                            | ë                            | f                            | g                            | gb                           | h                            | i                            | k                            | kh                           | l                            | m                            | n                            | ny                           | o                            | ö                            | p                            | r                            | s                            | t                            | u                            | v                            | w                            | y                            |
| Valeur phonétique (API)      |                              |                              |                              |                              |                              |                              |                              |                              |                              |                              |                              |                              |                              |                              |                              |                              |                              |                              |                              |                              |                              |                              |                              |                              |                              |                              |
| a                            | b                            | d                            | nd                           | e                            | ɛ                            | f                            | ɡ                            | ɡ͡b                           | h                            | i                            | k                            | χ                            | l                            | m                            | n                            | ɲ                            | o                            | ɔ                            | p                            | r                            | s                            | t                            | u                            | v                            | w                            | j                            |

Combinaisons de lettres :
- Voyelles longues : aa, ee, ɛɛ, ii, oo, ɔɔ, uu
- Voyelles nasales : an, en, ɛn, in, on, ɔn, un

Les tons ne sont habituellement pas indiqués, mais peuvent l'être à l'aide des accents :
- ton haut, accent aigu, exemple : á
- ton bas, accent grave, exemple : à
- ton descendant, accent circonflexe, exemple : â
- ton montant, accent antiflexe, exemple : ǎ

## Prononciation
| Prononciations | Graphies (1988) | Exemples (1988) | Sens de l’exemple |
| -------------- | --------------- | --------------- | ----------------- |
| /a/            | a               | xamɛ            | homme             |
| /e/            | e               | bere            | amusement         |
| /ɛ/            | ɛ               | xɛma            | or                |
| /i/            | i               | firi            | liane             |
| /o/            | o               | kote            | bagage            |
| /ɔ/            | ɔ               | bɔrɛ            | sauce             |
| /u/            | u               | luti            | corde             |

| Prononciations | Graphies (1988) | Exemples (1988) | Sens de l’exemple |
| -------------- | --------------- | --------------- | ----------------- |
| /aː/           | aa              | baare           | taro              |
| /eː/           | ee              | deeli           | fausse graine     |
| /ɛː/           | ɛɛ              | kɛɛ             | héritage          |
| /iː/           | ii              | tiide           | fonction          |
| /oː/           | oo              | boote           | tam-tam           |
| /ɔː/           | ɔɔ              | sɔɔri           | soldat            |
| /uː/           | uu              | fuuti           | éponge            |

| Prononciations | Graphies (1988) | Exemples (1988) | Sens de l’exemple |
| -------------- | --------------- | --------------- | ----------------- |
| /ã/            | an              | banxi           | maison            |
| /ẽ/            | en              | tenge           | sorgho            |
| /ɛ̃/            | ɛn              | bɛndɛ           | Terre             |
| /ĩ/            | in              | kinsi           | mangrove          |
| /õ/            | on              | tondi           | refuse            |
| /ɔ̃/            | ɔn              | kɔntɔfili       | embarras          |
| /ũ/            | un              | xunɲi           | tête              |

| Prononciations | Graphies (1988) | Exemples (1988) | Sens de l’exemple |
| -------------- | --------------- | --------------- | ----------------- |
| /b/            | b               | bare            | chien             |
| /d/            | d               | dɛ              | bouche            |
| /f/            | f               | fale            | pont              |
| /g/            | g               | gaxui           | peur              |
| /h/            | h               | hakɛ            | péché             |
| /k/            | k               | keri            | houe              |
| /l/            | l               | luxui           | nuage             |
| /m/            | m               | male            | riz               |
| /n/            | n               | neri            | néré              |
| /ɲ/            | ɲ               | ɲoge            | ordure            |
| /p/            | p               | pini            | épingle           |
| /r/            | r               | ragi            | faire courir      |
| /s/            | s               | sɔɔri           | soldat            |
| /t/            | t               | tela            | tailleur          |
| /w/            | w               | wuri            | bois              |
| /x/ ([ç], [x]) | x               | xabi            | igname            |
| /y/            | y               | yere            | lapin             |
| /ɡ͡b/           | gb              | gbeli           | rouge             |
| /ⁿɡ/           | ng              | ngɛ             | source            |
| /ⁿd/           | nd              | nde             | qui, lequel       |

## Grammaire
La morphologie soso utilise uniquement un suffixe (-e) pour les noms qui indiquant le pluriel. Les verbes utilisent quatre affixes (-ma, -xi, -fe et -∅) et six marqueurs d'objet (bara, naxaa, xa, naxab, nu, na) indiquant le temps ou l'aspect.
La structure de phrase suit l'ordre sujet-objet-verbe (SOV),.

### Présent
Le présent progressif, l’action est en train de se passer :
- na et -fe
  - S + na + V-fe + C
  - A na sigafe makiti.
  - Il est en train d’aller au marché.

Le présent ponctuel, l’action se passe maintenant :
- -fe
  - S + V-fe + C
  - A sigafe makiti.
  - Il va au marché (maintenant).

Le présent habituel, l’action est une habitude :
- -ma
  - S + V-ma + C
  - A sigama makiti.
  - Il a l’habitude d’aller au marché.

Le présent successif, plusieurs actions se déroulent successivement :
- répétition du pronon personnel
  - A nu xunun, a na a maxa.
  - Il se lève et il se lave.

### Futur
- -ma futur
  - S + V-ma + C
  - A sigama makiti.
  - Il ira au marché.

### Passé
Le passé de narration, action complété :
- naxa 
  - S + naxa + V + C
  - A  naxa siga makiti.
  - Il alla au marché.

Le passé non fini :
- bara
  - S + bara + V + C
  - A bara siga makiti.
  - Il est déjà parti au marché.

Le passé fini :
- nɛ
  - S + V + nɛ + C
  - A siga nɛ makiti.
  - Il est allé au marché.

Le passé imparfait :
- nu et -ma
  - S + nu + V-ma + C
  - A nu sigama makiti.
  - Il allait au marché (habituellement).

Le passé imparfait progressif :
- nu, na et -fr
  - S + nu + na + V-fe + C
  - A nu na sigafe makiti.
  - Il était en train d’aller au marché.

## Lexique
I khili di ? : Comment t'appelles-tu ?
N’khili nai…. : Je m'appelle….
Femme : Guinè/ Gnakhalé
Homme : xamɛ
Maman : N'nah / N'gah/Iyah
Papa : M'ba / M'baba / N’fafè
Pain : Taami
Viens ici : Fabé
Oui : Iyo
Non : ade
Danse :  fare
Va : Siga
École : kharande
En haut : Fuge
En bas : Labe / lambagni
Travail : Wali
Chien : Bare
Arachide : Kansi
Rue : kira
Soleil : Soge
Amour: Khanunteya / Marafangni
Oncle : Sokho
Tante : tɛnin
Khöro : hier 
Aujourd’hui : to
Demain : Tina 
Président(Chef) / Présidente: Manga / Manga ginɛ
C'est bien /C'est pas bien : A fan / A mou fan
Tu es beau (belle) :  I to fan
Tu es pas beau (belle) : i to gnakhoun
Je t'aime bien : i rafan m'ma
Tu as raison : I nondi
mangé : i dhè gué
viens mangé : faa wo kha wo dhè gué